# Saint-Denis-du-Payré
Saint-Denis-du-Payré är en kommun i departementet Vendée i regionen Pays de la Loire i västra Frankrike. Kommunen ligger i kantonen Luçon som tillhör arrondissementet Fontenay-le-Comte. År 2022 hade Saint-Denis-du-Payré 413 invånare.

## Befolkningsutveckling
Antalet invånare i kommunen Saint-Denis-du-Payré
| Referens: INSEE |